# Оранієнбаумське товариство лісопильних заводів
Оранієнбаумське товариство лісопильних заводів — велика компанія дореволюційної Росії, що об'єднувала кілька лісопильних та деревообробних підприємств, а також лісових бірж.  Штаб-квартира компанії перебувала у Санкт-Петербурзі.

## Історія
Компанія заснована в 1901 кронштадтським купцем 1-ї гільдії Михайлом Васильовичем Волковим та спочатку називалася Товариство Оранієнбаумського лісопильного заводу М. В. Волков і Ко.
Одним із найбільших підприємств, що входили до Оранієнбаумського товариства, був Соснінський лісопильний завод, розташований у с. Соснінка Соснинсько-Пристанської волості Новгородського повіту Новгородської губернії, продукція якого від початку існування Товариства знаходила збут не тільки в Росії на і за кордоном - ліс Оранієнбаумського товариства транспортувався, зокрема, до Великої Британії.
Сухонський лісопильний завод побудований Оранієнбаумським товариством лісопильних заводів на місці колишнього лісопильного заводу Ф. М. Базанова в Архангельській волості Вологодського повіту на річці Окольній Сухоні в 1907.
Так само, як і інші підприємства Товариства було націоналізовано в 1919, після чого отримав назву "3-й Сухонський національний лісопильний завод".